# Aenictus gibbosus
Aenictus gibbosus é uma espécie de formiga do gênero Aenictus.